# Pascal Duquenne
Pascal Duquenne (Vilvorde, 8 agosto 1970) è un attore belga, è anche attore feticcio con il regista Jaco Van Dormael che ha partecipato in tutti i suoi film.
Nel 1996 ha vinto il premio per il miglior attore al Festival di Cannes per L'ottavo giorno assieme a Daniel Auteuil. Nato con la sindrome di Down.

## Filmografia

### Cinema
- Toto le héros - Un eroe di fine millennio (Toto le héros), regia di Jaco Van Dormael (1991)
- Lumière and Company (Lumière et Compagnie), registi AAVV (1995)
- L'ottavo giorno (Le Huitième Jour), regia di Jaco Van Dormael (1996)
- The Room, regia di Giles Daoust (2006)
- Mr.Nobody (cameo, non accreditato), regia di Jaco Van Dormael (2009)
- Henri, regia di Yolande Moreau (2013)
- Dio esiste e vive a Bruxelles (Le Tout Nouveau Testament), regia di Jaco Van Dormael (2015)

### Televisione
- Il commissario Moulin (7x5, 2004)

## Premi e riconoscimenti
- 1996 Prix d'interprétation masculine per L'ottavo giorno
- Festival du film de Gand Prix Joseph-Plateau per L'ottavo giorno